# Hans Fleischhacker
Hans Fleischhacker (ur. 10 marca 1912 w Töttleben, zm. 30 stycznia 1992 we Frankfurcie nad Menem) – niemiecki antropolog oraz SS-Obersturmführer i członek nazistowskiej organizacji Ahnenerbe, a także personelu niemieckiego obozu koncentracyjnego Auschwitz-Birkenau.

## Życiorys
Po studiach na Uniwersytecie Friedricha Schillera w Jenie oraz Uniwersytecie Ludwika i Maksymiliana w Monachium Fleischhacker w 1937 roku rozpoczął pracę w Instytucie Badań Rasowych w Tybindze. W tym samym roku wstąpił do SS. W 1940 został członkiem NSDAP oraz Waffen-SS. Podczas wojny prowadził pseudonaukowe badania w duchu nazistowskiej teorii ras.
Podjął pracę w Głównym Urzędzie Rasy i Osadnictwa SS. Po kampanii wrześniowej został wysłany do okupowanej Łodzi, gdzie był członkiem zespołu badawczego, który przeprowadzał badania rasowe miejscowych Volksdeutchów determinujące ich przynależność do odpowiednich kategorii rasowych, a także wykonywał badania ludności polskiej przed wysłaniem ich na przymusowe roboty do Niemiec. Jako antropolog pracował w Centrali Przesiedleńczej w Łodzi, mieszczącej się przy ulicy Piotrkowskiej 133.
W 1942 Fleischhacker wraz z Heinrichem Rübelem wybrany został przez Bruna Begera do pracy w projekcie przygotowywanym przez SS opracowaniu nowego typu rasowego. W tym samym roku wraz z Begerem został wysłany do badań rasowych odbywających się w niemieckim obozie koncentracyjnym Auschwitz-Birkenau, gdzie dokonywał selekcji rasowej oraz prowadził badania antropologiczne na więźniach. W obozie osobiście wybrał 115 więźniów, których następnie zamordowano, aby mogli stać się eksponatami w muzeum rasy w Strasburgu,

## Okres powojenny
Po zakończeniu II wojny światowej Hans Fleischhacker znalazł się w alianckiej strefie okupacyjnej. Przebywał w różnych obozach internowania do roku 1948, kiedy to został zwolniony z weryfikacją określaną po niemiecku Mitläufer (uwikłany w nazizm, ale nie całkowicie). W okresie powojennym pełnił funkcję profesora biologii i antropologii na Uniwersytecie Johanna Wolfganga Goethego we Frankfurcie nad Menem, a od 1950 współpracował także z Uniwersytetem Salwadoru oraz Uniwersytetem Eberharda i Karola w Tybindze. Na uczelnię we Frankfurcie powrócił ponownie w 1968 roku.
W latach 70. odnalazł go polski dziennikarz Krzysztof Kąkolewski, któremu udało się przeprowadzić z nim wywiad. Został on opublikowany w książce pt. Co u pana słychać?, zawierającej serię wywiadów z nazistami. Doprowadziła ona do skandalu medialnego w Polsce, a po jej przetłumaczeniu na język niemiecki także w Niemczech. Kąkolewski przeprowadził z nim wywiad, w którym skupił się głównie na pracy w Auschwitz. Fleischhacker starał się przekonać Kąkolewskiego, że jego praca tam nie różniła się niczym od wykonywanej obecnie, czego dowodził, pokazując mu wzory formularzy używanych przez niego w pracy naukowej (które w jego ocenie w ogóle się nie różniły). Nie okazał także poczucia winy i nie miał sobie z tego powodu nic do zarzucenia, twierdząc:

Sąd przekonał się, że nic nie wiedziałem. Opieram się na wyroku sądu. Byłoby nielojalnością wobec sądu jeszcze raz udowadniać przed kimkolwiek swoją niewinność [...] To były normalne badania, rutyna.

W latach siedemdziesiątych, wraz z Begerem i Wolfem-Dietrichem Wolffem, Fleischhacker stał się obiektem dochodzenia, którego przedmiotem była jego działalność w Auschwitz. Nie wniesiono jednak aktu oskarżenia, a dochodzenie wkrótce umorzono ze względu na brak wystarczających dowodów mających świadczyć o współudziale oraz wiedzy na temat działalności w badaniach rasowych w Oświęcimiu. Proces wszczęto wówczas jedynie przeciwko Begerowi.